# Cima dell'Uomo
Cima dell'Uomo är en bergstopp i Schweiz.   Den ligger i distriktet Locarno och kantonen Ticino, i den sydöstra delen av landet, 140 km sydost om huvudstaden Bern. Toppen på Cima dell'Uomo är 2 390 meter över havet, eller 305 meter över den omgivande terrängen. Bredden vid basen är 2,0 km.
Terrängen runt Cima dell'Uomo är huvudsakligen bergig, men den allra närmaste omgivningen är kuperad. Närmaste större samhälle är Bellinzona, 7,5 km sydost om Cima dell'Uomo. 
Omgivningarna runt Cima dell'Uomo är en mosaik av jordbruksmark och naturlig växtlighet. Runt Cima dell'Uomo är det ganska tätbefolkat, med 214 invånare per kvadratkilometer.